# Jonathan Copete
Jonathan Copete Valencia (* 23. Januar 1988 in Cali) ist ein ehemaliger kolumbianisch-venezolanischer Fußballspieler. Er spielte linksfüßig auf der Position eines Mittelfeldspielers.

## Karriere

### Verein
Copete soll seine fußballerische Ausbildung beim Club Almagro in Argentinien erhalten haben. Dieses wird aber auch Frage gestellt und soll eine konstruierte Geschichte gewesen sein, um für Copete einen höheren Marktwert zu generieren. Von diesem ging er 2005 zum Trujillanos FC nach Venezuela. Ab der Saison 2007/08 wurde Copete für zwei Jahre in die Segunda División an Atlético Trujillo ausgeliehen. In der Saison 2008/09 gewann er mit Atlético den Wettbewerb. Im Anschluss kehrte er zu Trujillanos zurück. Ab August 2010 trat Copete für den Zamora FC einem Ligakonkurrenten von Trujillanos. Nach Beendigung der Saison 2010/11 wechselte der Spieler nach Kolumbien zum Independiente Santa Fe. In der Categoría Primera A trat er erstmals am 27. August 2011 an. Zuhause gegen Deportes Tolima stand er von Anfang an auf dem Platz und wurde in der 67. Minute für Mario Efrain Gómez ausgewechselt. Hier gewann er die Apertura 2012. Dieses war der erste Titelgewinn in der Meisterschaft seit 37 Jahren.
Diesem folgte ein erneuter Wechsel. Im Juli kehrte er nach Argentinien zurück, wo er bei CA Vélez Sarsfield einen Kontrakt erhielt. Das erste Spiel für seinen Klub bestritt er in der Primera División am 13. August 2012 beim CA Independiente. In der 67. Minute wurde Copete für Brian Ferreira eingewechselt. Zum Jahresanfang 2014 wurde Copete an Independiente Santa Fe ausgeliehen. Nachdem seine Leihe nach Saisonende ausgelaufen war, endete auch seine Anstellung bei Vélez Sarsfield. Er blieb in seinem Geburtsland und schloss sich Atlético Nacional an. Mit Atlético erreichte er das der Copa Libertadores 2014. In den Finalspielen musste sich der Klub River Plate aus Argentinien mit 1:1 und 0:2 geschlagen geben. Im Jahr darauf gewann er mit dem Klub die Categoría Primera A 2015. Im Zuge des Gewinns der Copa Libertadores 2016 stand er acht Mal auf dem Platz und erzielte drei Tore. Allerdings verließ er noch vor Austragung der Halbfinalspiele im Juli den Klub.
Copete hatte ein Angebot des FC Santos angenommen. Der Kontrakt erhielt eine Laufzeit bis über vier Jahre bis Juni 2020. In der Saison kam er noch in der Série A 2016 zum Einsatz. Sein Debüt gab er am 12. Spieltag, am 30. Juni. Im Spiel bei Grêmio FBPA wurde er nach der Halbzeitpause für Vitor Bueno eingewechselt und erzielte in der 65. Minute nach Vorlage von Gustavo Henrique zum 1:2-Anschlusstor (Endstand-2:3). Er etablierte sich schnell und kam zu häufigen Einsätzen, welche mit der Zeit allerdings weniges wurden. Im Juli 2019 wurde er dann erstmals ausgeliehen. Der Spieler ging nach Mexiko zum CF Pachuca. In der Liga MX lief er erstmals am 21. Juli 2019 auf. Im Heimspiel gegen den Club León stand er in der Startelf. Er blieb bis Januar 2020, kehrte aber nicht zu Santos zurück, sondern ging im Rahmen eines weiteren Leihgeschäftes zu Everton nach Chile. Für Viña del Mar bestritt Copete nur zwei Spiele in der Liga. Das Erste am 22. Februar 2020 gegen Unión La Calera. Im Juni 2020 kehrte er zu Santos zurück, stand erst wieder zur Staatsmeisterschaft 2021 im Kader. Kurz nach Beginn der Série A 2021 verließ er den Klub in Richtung Série B 2021 zum Avaí FC. Der Kontrakt erhielt eine Laufzeit bis Jahresende. Der Klub wurde Vierter in dem Wettbewerb und qualifizierte sich damit für die Série A 2022. Dabei kam er in 33 Spielen zum Einsatz, davon 30 in der Anfangsformation, erzielte sieben Tore und gab neun Torvorlagen. Aufgrund seiner guten Leistungen erhielt er im Februar 2022 von Avaí eine Vertragsverlängerung bis Jahresende 2023. Bestritt Copete in der Staatsmeisterschaft von Santa Catarina 2022 noch zwölf Mal Partien für Avaí, so fand er sich in der Série A als Reservespieler wieder und wurde Anfang Juli an den EC Bahia in die Série B 2022 ausgeliehen. Zum Jahresanfang 2023 wechselte Copete zum Clube de Regatas Brasil. Hier gewann er die Staatsmeisterschaft von Alagoas 2023. Nach Beendigung der Série B 2023 im November, beendete er seine aktive Laufbahn.

### Nationalmannschaft
Im November 2016 wurde Copete in die Kolumbianische Fußballnationalmannschaft berufen. Am 15. November kam er zu seinem ersten Länderspiel. Im WM-Qualifikationsspiel gegen Argentinien wurde er in der 67. Minute für Daniel Torres eingewechselt. Am 25. Januar 2017 kam er zu einem zweiten Einsatz. In dem Freundschaftsspiel gegen Brasilien stand er in der Startelf und wurde in der 62. Minute durch Vladimir Hernández ersetzt. Weitere Berufungen erhielt er nicht.

## Erfolge
Atlético Trujillo
- Segunda División: 2008/09

Zamora
- Primera División: 2010/11 Clausura[23]

Santa Fe
- Categoría Primera A: Apertura 2012

Vélez Sarsfield
- Primera División: 2012 Inicial

Atlético Nacional
- Categoría Primera A: Finalización 2015
- Superliga de Colombia: 2016

CRB
- Staatsmeisterschaft von Alagoas: 2023

## Trivia
Mit seiner aus Venezuela stammenden Frau hat er einen Sohn.